# Hirschhörnl

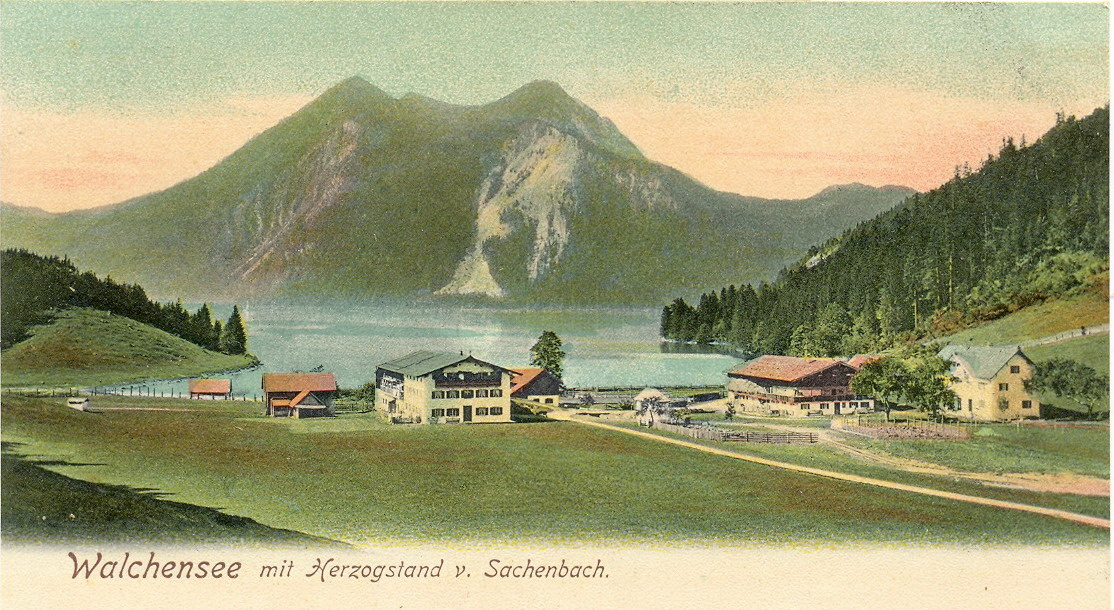
Die Halbinsel ist am linken Bildrand teilweise abgebildet, hinter dem Ortsteil Sachenbach (um 1900)

Das Hirschhörnl, auch Hirschhörndl, nicht zu verwechseln mit dem 3,7 km nordöstlich befindlichen Hirschhörnlkopf, ist eine kleine, bergige und größtenteils bewaldete Halbinsel am Ostufer des Walchensees. Sie wird im Norden durch die Sachenbacher Bucht begrenzt, in die beim gleichnamigen Weiler Sachenbach der Sachenbach mündet, und im Süden durch den Stillen Winkel. Die Halbinsel gehört ebenso wie der das gesamte östliche und südliche Ufer des Walchensees zur Gemeinde Jachenau. Sie ragt etwa 410 Meter weit in den See, misst 160 Meter Breite an der engsten und 250 Meter an der breitesten Stelle und läuft seewärts mit felsigem Ufer spitz zu. Ihre Flächenausdehnung beträgt 7,1 Hektar. Der Gipfel erreicht eine Höhe von 833 Meter und liegt damit 32 Meter über dem Seespiegel.